# Lullingstone
Lullingstone är en by i civil parish Eynsford, i distriktet Sevenoaks, i grevskapet Kent, i England. Byn är belägen 8 km från Sevenoaks. Lullingstone var en civil parish fram till 1955 när blev den en del av Eynsford. Civil parish hade 127 invånare år 1951. Byar nämndes i Domedagsboken (Domesday Book) år 1086, och kallades då Lolingeston/Lolingestone.